# Каччини, Франческа
Франческа Каччини (итал. Francesca Caccini, прозв. Чеккина, Певчая птичка, итал.  La Cecchina, 18 сентября 1587, Флоренция — ок. 1640) — итальянский композитор, поэтесса, певица

 и лютнистка, крупнейший музыкант эпохи барокко и наиболее значительная фигура среди женщин-композиторов после Хильдегарды Бингенской вплоть до Франчески Лебрен и европейского романтизма XIX в.

## Биография
Дочь композитора Джулио Каччини, сестра скульптора Джованни Каччини училась музыке у отца. Дебютировала как певица на свадьбе Генриха IV и Марии Медичи (1600). В 1604 семья посетила Францию, Генрих чрезвычайно высоко отозвался о пении Франчески и предлагал ей место при дворе. На родине её пение высоко оценил Монтеверди. В 1607 она вышла замуж за певца Джованни Батисту Синьорини, у них родилась дочь; в 1626 муж умер. В 1627 Франческа вышла замуж за аристократа Томазо Рафаэлли, у них родился сын, но в 1630 её муж безвременно скончался. После мая 1637, когда Франческа оставила двор Медичи, её следы теряются. По некоторым сведениям, она умерла в феврале 1645.

## Творчество
В юности выступала вместе со своим семейством — «Концертом Каччини», позже вместе с сестрой Сеттимией Каччини и подругой Витторией Аркилеи составила «Женский концерт» (итал. Concerto delle donne). Писала интермедии и оперы для двора Медичи. Её комическая опера «Освобождение Руджеро» (1625, по поэме Ариосто «Неистовый Роланд»), сочинённая к приезду польского принца, будущего короля Владислава IV, — первая опера, написанная композитором-женщиной, недавно она была возрождена и в 1980—1990-х годах поставлена в Кёльне, Ферраре, Стокгольме, Миннеаполисе, Варшаве и др. Автор мадригалов, мотетов, песен, среди которых известны Dove io credea (ок.1621) и Ch’io sia fidele (ок.1629).

## Произведения

### Оперы
- La Stiava (1607)
- Il passatempo (1614)
- Il ballo delle Zigane (1615)
- La fiera (1619)
- Il martirio di S. Agata (1622)
- La liberazione di Ruggiero dall’isola d’Alcina (1625)

### Другие сочинения
- Il primo libro delle musiche (Флоренция, 1618, академич. переизд. 2003)